# Scott Walker (músico)
Noel Scott Engel, mais conhecido como Scott Walker (Hamilton, 9 de janeiro de 1943 – Londres, 22 ou 25 de março de 2019) foi um cantor, letrista e compositor estadunidense.
Scott iniciou sua carreira como ator infantil e cantor ainda nos anos 50, apresentando-se no programa de TV do cantor Eddie Fisher. Em 1964, formou a dupla The Walker Brothers, acompanhado de John Maus, que passaria a usar o nome artístico John Walker. Posteriormente, já em carreira solo, lançou uma série de discos, onde se destacam os álbuns Scott (1967); e Scott 4 (1969). Os singles The Sun Ain't Gonna Shine (Anymore) e Make It Easy on Yourself, lançados pelos Walker Brothers, alcançaram o número 1 nas paradas musicais do Reino Unido.
Suas músicas são caracterizadas por temas experimentais, fator que marcou sua carreira. Seu estilo musical associado a voz profunda influenciou artistas diversos, como David Bowie, Sting e Radiohead. Seus últimos trabalhos foram com a banda de drone metal Sunn O))), no álbum Soused (2014), e na trilha sonora do filme Vox Lux (2018), com Natalie Portman no elenco.
Em 2006, o documentário Scott Walker: 30 Century Man, dirigido por Stephen Kijak, contou sua carreira. O filme contou com entrevistas de artistas como Bowie, Sting e Damon Albarn, que falaram da influência de Walker sobre seus trabalhos. Em 2017, a BBC fez uma homenagem à Scott Walker no Royal Albert Hall de Londres.